# Isabel Van Buynder
Isabel Van Buynder (* 4. Oktober 1991 in Ostende) ist eine belgische Skirennläuferin.

## Karriere
Van Buynder startete am 20. November 2006 im französischen Tignes erstmals in einem FIS-Rennen und erreichte im Super-G den 38. Platz. 2009 startete sie bei den Weltmeisterschaften in Val-d’Isère in allen fünf Rennen. In der Super-Kombination belegte sie Platz 24, Platz 32 in der Abfahrt, Platz 47 im Riesenslalom und im Super-G und Slalom schied sie aus. Einen Monat später nahm Van Buynder an den Junioren-Weltmeisterschaften 2009 in Garmisch-Partenkirchen teil und wurde 42. in der Abfahrt, 48. im Super-G und 40. im Slalom; im Riesenslalom schied sie aus. Anfang des nächsten Jahres nahm sie an den Juniorenweltmeisterschaften 2010 teil, wo sie den 46. Rang im Super-G, den 53. Platz im Slalom sowie den 48. Rang im Abfahrtsrennen belegte; den Riesenslalom konnte die Belgierin nicht beenden. Bei den Juniorenweltmeisterschaften 2011 im Schweizer Crans-Montana wurde Van Buynder 36. im Riesenslalom und erreichte den 29. Rang im Slalom. Bei den Weltmeisterschaften 2011 in Garmisch-Partenkirchen erreichte die Belgierin den 65. Platz im Riesenslalom, während sie im Slalom ausschied. Ihren bisherig einzigen Start im Alpinen Skiweltcup absolvierte sie am 2. Dezember 2012 beim Super-G im kanadischen Lake Louise; dabei erreichte sie den 49. Rang. Bei den Weltmeisterschaften 2013 im österreichischen Schladming wurde Van Buynder 29. in der Super-Kombination, das Abfahrtsrennen beendete sie als 35.

## Erfolge

### Weltmeisterschaften
- Val-d’Isère 2009: 24. Super-Kombination, 32. Abfahrt, 47. Riesenslalom
- Garmisch-Partenkirchen 2011: 65. Riesenslalom
- Schladming 2013: 29. Super-Kombination, 35. Abfahrt

### Juniorenweltmeisterschaften
- Garmisch-Partenkirchen 2009: 48. Super-G, 42. Abfahrt, 40. Slalom
- Mont Blanc 2010: 46. Super-G, 48. Abfahrt, 53. Slalom
- Crans-Montana 2011: 29. Slalom, 36. Riesenslalom